# 태국공산당
태국 공산당(태국어: พรรคคอมมิวนิสต์แห่งประเทศไทย 팍코미우닛 행 쁘라텟타이[*], พคท.(PKT), -公産黨, Communist Party of Thailand, CPT)은 1942년에 설립된 태국의 마르크스-레닌주의 정당이다. 창당 당시에는 시암 공산당이었으나, 1964년 현재의 당명으로 변경했다.
태국 공산당이 영향력을 끼치기 시작한 시점은 1950년대 후반부터였으며, 1960년 말 무렵에는 베트남 공산당에 이어 인도차이나 반도에서 두 번째로 큰 공산주의 정당이 되었다. 1990년대까지 준군사조직을 가지고 있었으며, 1만에서 1만 4천 명 가량의 무장대원으로 구성되어 있었다. 2021년 현재 태국 선거관리위원회에 등록되지 않아 공직 선거에는 출마할 수 없으나, 태국 전지역에서 활발히 활동하고 있다.

## 같이 보기
- 마르크스-레닌주의
- 스탈린주의
- 마오쩌둥 사상
- 반수정주의
- 프랑스령 인도차이나
- 공산주의
- 사회주의